# 권석창
권석창(權錫昌, 1966년 8월 6일 ~ )는 대한민국의 정치인이다.

## 학력
- 1974 ~ 1980 제천동명국민학교 (67회)
- 1980 ~ 1983 제천동중학교 (13회)
- 1983 ~ 1986 제천고등학교 (34회)
- 1986 ~ 1990 서울대학교 신문학과[2] 학사
- 1990 ~ 1992 서울대학교 행정대학원 석사
- 2000 ~ 2003 미국 일리노이 주립대 대학원 경영학, 회계학 석사
- ~ 2012 중앙대학교 대학원 경영학과 박사과정 수료

## 경력
- 1990: 제34회 행정고시 합격
- 미국 공인회계사시험 합격
- 2005.02: 부산지방해양수산청 항만물류과 과장
- 2007.04: 해양수산부 해양개발과 과장
- 2009.02: 국토해양부 광역도시철도과 과장
- 2011.03: 국토해양부 간선철도과 과장
- 2011.08: 대통령비서실 국가경쟁력강화위원회 공공개혁국장
- 2013.04: 국토교통부 자동차정책기획단 단장
- 2015.02 ~ 2015.09: 익산지방국토관리청 청장
- 2016.05 ~ 2018.05: 제20대 국회의원 (충북 제천시/단양군, 새누리당 → 자유한국당)
- 2016.06 ~ 2016.12: 제20대 국회 전반기 운영위원회 위원
- 2016.06 ~ 2018.05: 제20대 국회 전반기 농림축산식품해양수산위원회 위원
- 2016.06 ~ 2017.05: 제20대 국회 전반기 예산결산특별위원회 위원
- 2017.12 ~ 2018.05: 제20대 국회 재난안전대책특별위원회 위원
- 2016.05 ~ 2016.12: 새누리당 원내부대표
- 2019.07 ~ 2019.08: 우리공화당 사무총장
- 세명대학교 초빙교수
- 법무법인(유한) 클라스 고문
- 법무법인(유한) 클라스한결 고문

## 논란
불법 선거운동 등의 혐의로 기소되어 2017년 7월 10일 1심에서 징역 8개월에 집행유예 2년, 자격정지 1년을 선고받았다. 권석창 의원은 총선 출마 전인 2015년 익산지방국토관리청장으로 재직할 당시 지인 A씨와 공모, 당시 새누리당 총선 후보 경선에서 유리할 수 있도록 입당원서 100여 장을 받아달라고 지인들에게 부탁한 혐의와 선거구민들에게 12차례에 걸쳐 70만원 상당의 음식물을 제공하고, 지인들에게 1천500만원의 불법 정치자금을 선거자금 명목으로 받은 혐의로 1심에서 징역 1년 6개월이 구형되었으며 재판부는 "피고인은 고위 공무원으로서 누구보다 철저히 관련 법령을 준수해야 함에도 자신의 정치적 목적을 위해 법률적, 사회적, 도덕적 책무를 방기했을 뿐만 아니라 선거의 공정성과 투명성도 크게 훼손했다"고 밝혔다.그러면서 "자신의 범행을 부인하며 이해하기 어려운 변명으로 일관하는 피고인에 대해 그 책임에 상응하는 엄한 처벌이 불가피하다"고 징역형 선고 이유를 설명했다. 다만, 불법 정치자금 혐의에 대하여는 무죄를 선고하였다. 2018년 2월 21일 대전고법에서 열린 2심에서 징역 8개월에 집행유예 2년, 자격정지 1년을 선고받았다. 2018년 5월 11일 대법원에서 상고가 기각돼 당선 무효되었다.

### 제천화재 현장 막무가내 출입 논란
대규모 인명피해가 난 제천 화재현장에 경찰의 제지를 무시하고 들어가 사진을 찍어 논란이 되고있다. 권석창 의원은 12월 24일 오후 3시 충북 제천 화재현장을 30분간 둘러보고 화재현장의 모습을 자신의 휴대폰으로 촬영하였다. 추가 수색작업을 진행 중인 경찰과 소방대원들은 화재현장이 훼손될 것을 염려해 건물에 외부인 출입을 통제하고 있어 이 때문에 그 전날 오전에 진행된 수사본부 현장 합동 감식에도 유족 대표 일부만 참관했으며 경찰과 소방은 유족들의 요청에도 현장 사진 촬영을 허용하지 않았지만 권석창 의원은 현장에 들어갔으며 현장에 들어가려다 경찰이 저지하자  "국회의원인데 왜 못 들어가게 하느냐"며 실랑이를 벌여 논란이 되고 있다. 유족들은 정확한 화재 원인 규명을 돕기 위해 유족 대표단만 합동감식에 참관했는데, 국회의원 신분을 내세워 현장에 들어가 사진까지 찍은 것은 이해할 수 없다고 말했다.

## 역대 선거 결과
|  | 58.19% |

|  | 4.88% |

## 같이 보기
- 제천시·단양군
- 제천시의 국회의원
- 단양군의 국회의원